# میلان بوریان
میلان بوریان (انگلیسی: Milan Borjan؛ زادهٔ ۲۳ اکتبر ۱۹۸۷) بازیکن فوتبال صرب‌تبار اهل کانادا است.
از باشگاه‌هایی که در آن بازی کرده‌است می‌توان به بوکا جونیورز، ریور پلاته، باشگاه فوتبال ناسیونال اروگوئه، باشگاه فوتبال سیواس‌اسپور، باشگاه فوتبال لودوگورتس رازگراد و باشگاه فوتبال لودوگورتس رازگراد و تیم ملی فوتبال کانادا اشاره کرد.